# He Who Shall Not Bleed
He Who Shall Not Bleed treći je studijski album švedskog melodičnog death metal sastava Dimension Zero. Objavljen je 22. kolovoza 2007. godine. Posljednji je album s pjevačem Joakimom Göthbergom i gitaristom Danielom Antonssonom koji napustio sastav u ožujku 2016. godine.

## Popis pjesama
Tekstovi: J. Göthberg. 
| 1.    | »He Who Shall Not Bleed«                          | 2:25 |
| 2.    | »Unto Others«                                     | 2:32 |
| 3.    | »A Paler Shade of White (A Darker Side of Black)« | 2:33 |
| 4.    | »Hell Is Within«                                  | 3:02 |
| 5.    | »Red Dead Heat«                                   | 1:57 |
| 6.    | »I Can Hear the Dark«                             | 3:11 |
| 7.    | »Going Deep«                                      | 2:33 |
| 8.    | »Is«                                              | 3:12 |
| 9.    | »Deny«                                            | 3:30 |
| 10.   | »The Was«                                         | 3:10 |
| 11.   | »Way to Shine«                                    | 4:05 |
| 32:10 |                                                   |      |

| Bonusovi pjesme | Bonusovi pjesme                   | Bonusovi pjesme | Bonusovi pjesme | Bonusovi pjesme | Bonusovi pjesme | Bonusovi pjesme | Bonusovi pjesme | Bonusovi pjesme | Bonusovi pjesme |
| Br.             | Skladba                           | Trajanje        |                 |                 |                 |                 |                 |                 |                 |
| --------------- | --------------------------------- | --------------- | --------------- | --------------- | --------------- | --------------- | --------------- | --------------- | --------------- |
| 12.             | »Stayin' Alive« (obrada Bee Gees) | 2:01            |                 |                 |                 |                 |                 |                 |                 |
| 13.             | »Rövarvisan« (Thorbjørn Egner)    | 1:30            |                 |                 |                 |                 |                 |                 |                 |
| 35:41           |                                   |                 |                 |                 |                 |                 |                 |                 |                 |

## Zasluge
| Dimension Zero - J. Strömblad – gitara, bas-gitara - H. Nilsson – bubnjevi - D. Antonsson – gitara, bas-gitara, mastering - J. Göthberg – vokali | Dodatni glazbenici - Jeff Waters – glavna gitara (pjesma 11.) - Peter Schöning – violončelo (pjesma 6.) Ostalo osoblje - Royale – grafički dizajn, fotografije - Arnold Lindberg – produkcija, snimanje, mix, mastering - Dragan Tanaskovic – mastering |